# Phyllonorycter telinella
Phyllonorycter telinella là một loài bướm đêm thuộc họ Gracillariidae. Nó được tìm thấy ở Tây Ban Nha.
Ấu trùng ăn Teline monspessulana. Chúng có thể ăn lá nơi chúng làm tổ.